# Dorfkirche Kemnitz (Weischlitz)

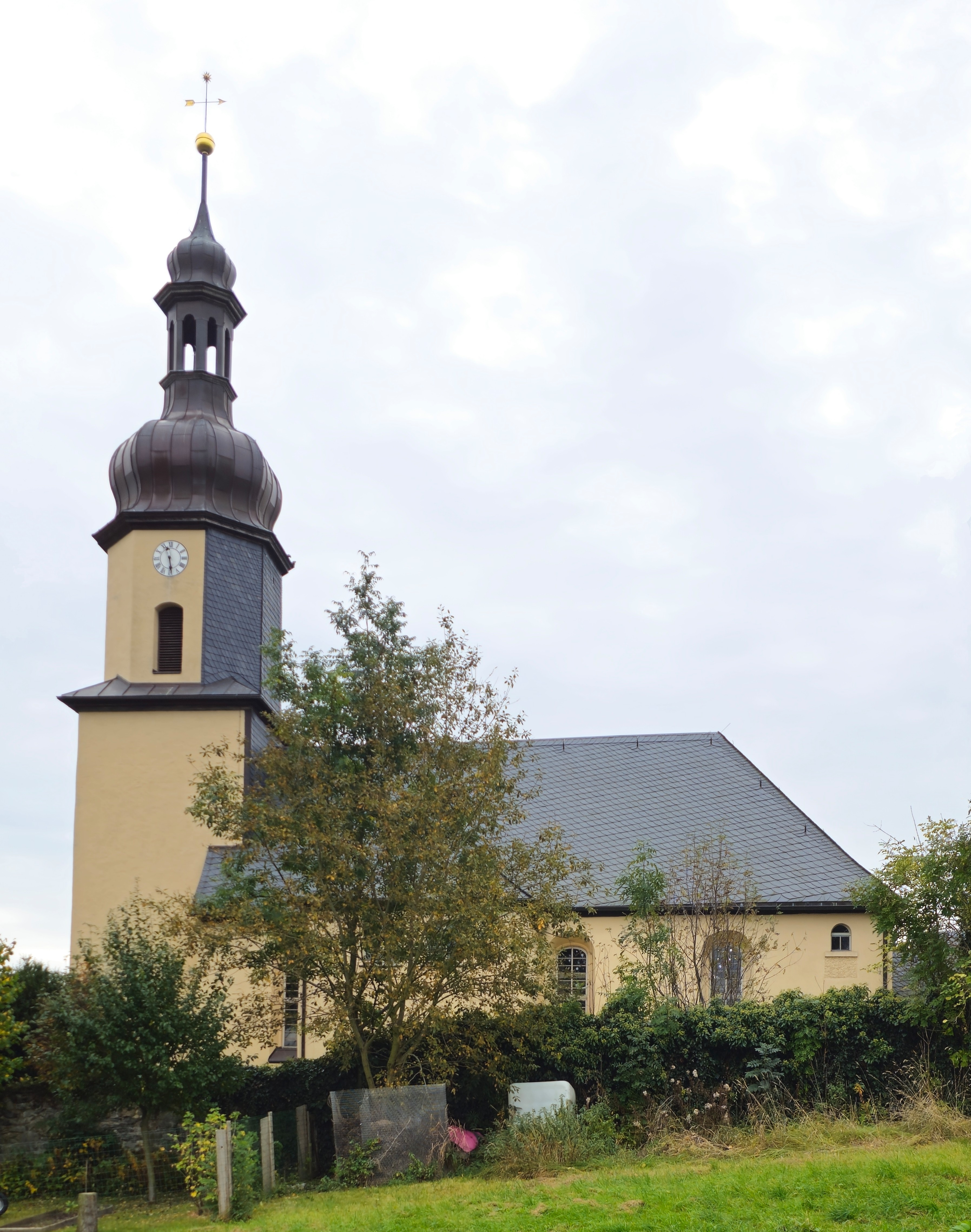
Kirche Kemnitz (Weischlitz)

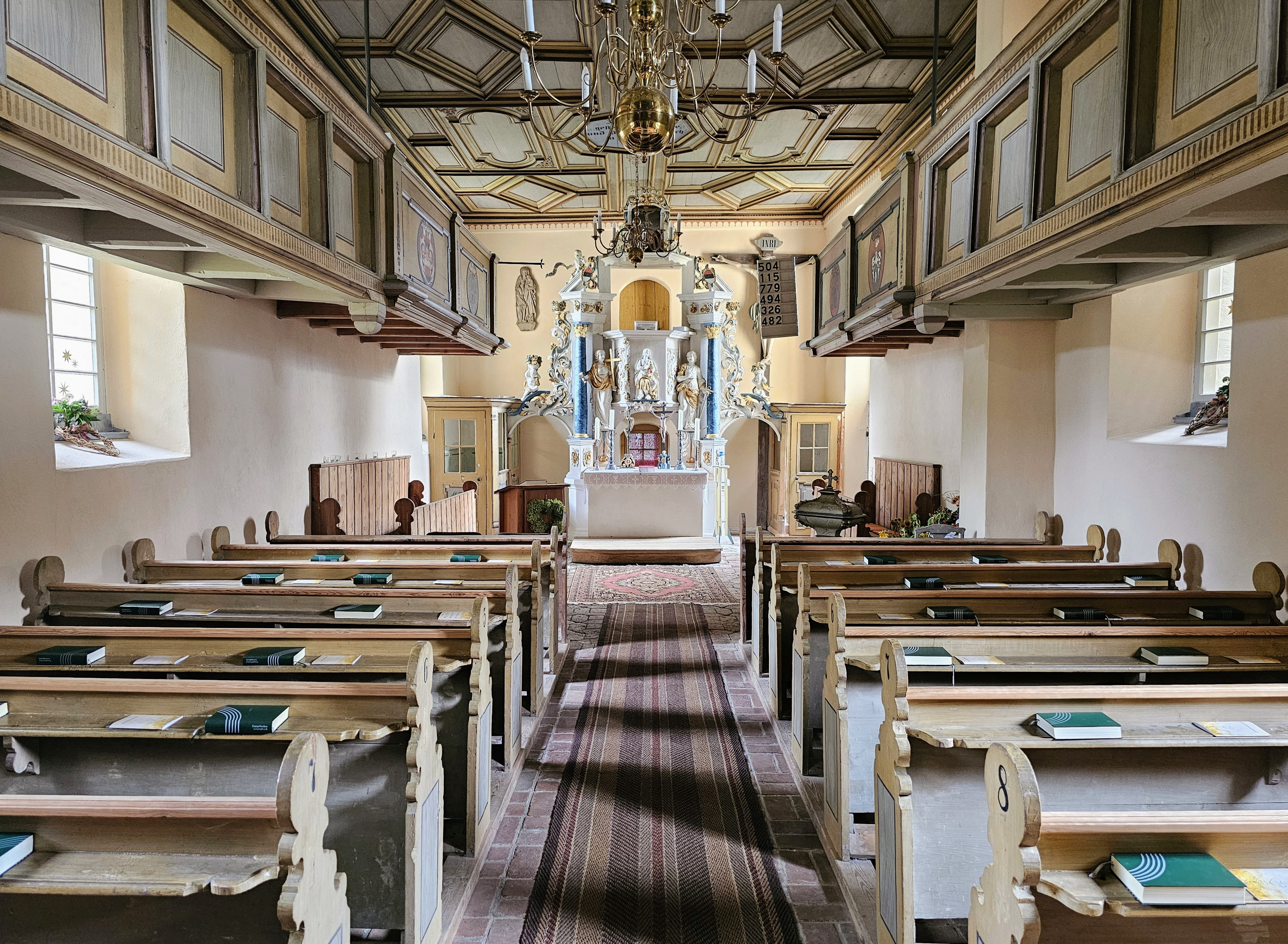
Innenansicht nach Osten

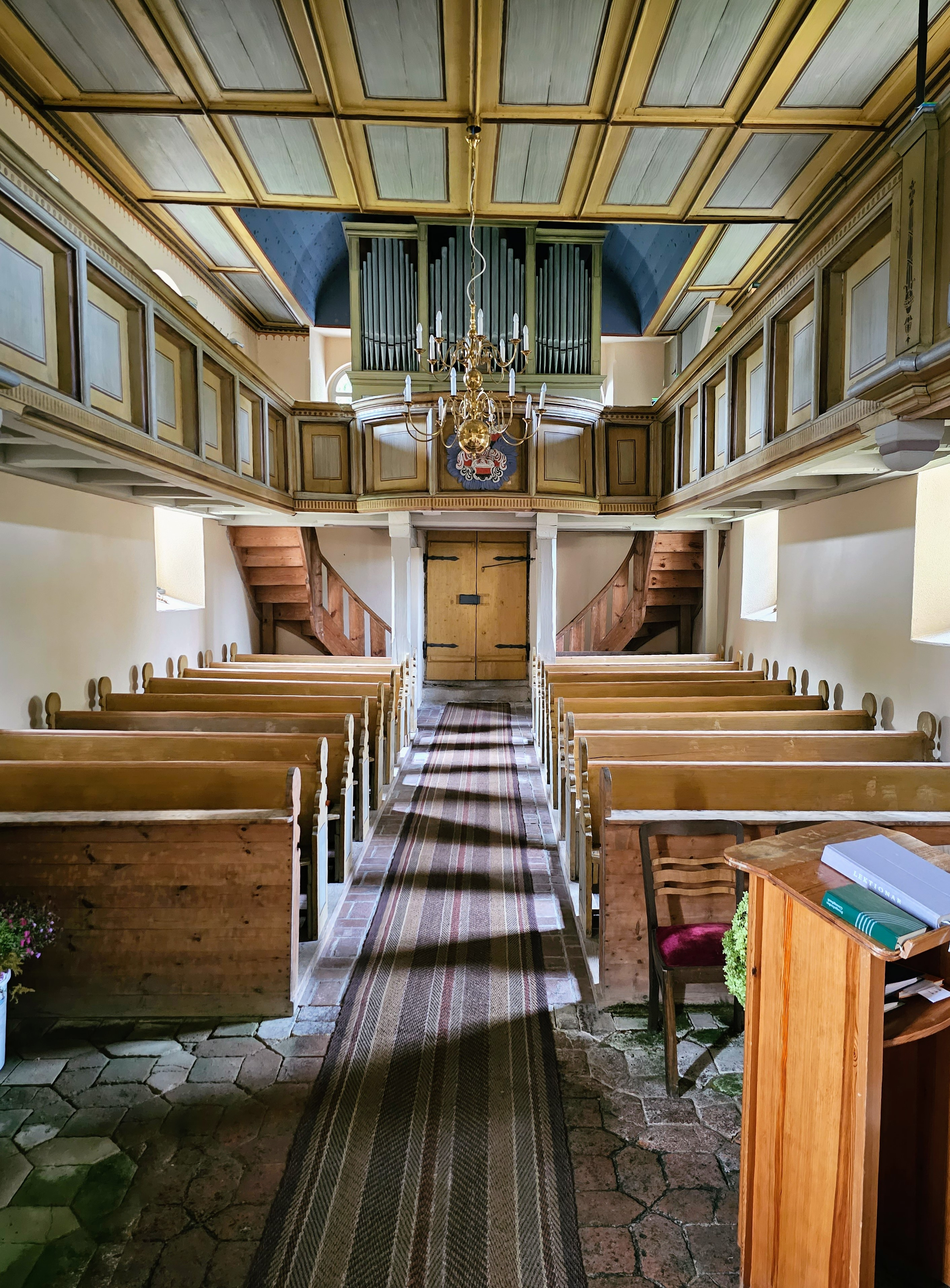
Innenansicht nach Westen

Die evangelische Dorfkirche Kemnitz ist eine barocke Saalkirche im Ortsteil Kemnitz von Weischlitz im Vogtlandkreis in Sachsen. Sie gehört zur Kirchengemeinde St. Jakobus Vogtland im Kirchenbezirk Vogtland der Evangelisch-Lutherischen Landeskirche Sachsens.

## Geschichte und Architektur
Die Kirche in Kemnitz ist eine barocke Saalkirche, die in den Jahren 1731–1743 durch Carl Ferdinand von der Heydt aus Kemnitz erbaut wurde. Restaurierungen wurden in den Jahren 1816, 1896, und 1992 durchgeführt. Die Kirche ist ein verputztes Bruchsteinbauwerk mit östlichem, sich an die Ostwand der Kirche anschließendem Turm über einem quadratischen Grundriss mit oktogonalem Aufsatz, Zwiebelhaube und Laterne.
Das Innere ist flach gedeckt und wird an drei Seiten von eingeschossigen Emporen umgeben. An den Längsseiten sind Patronatslogen der Rittergutsbesitzer von der Heydt und von Heinersgrün mit deren Insignien und Wappen an der Brüstung angebracht.

## Ausstattung
Das Hauptstück der Ausstattung ist ein prachtvoller barocker Kanzelaltar mit aufwändigen Schnitzereien, die vermutlich von Johann Nikolaus Knoll aus Hof im ersten Viertel des 18. Jahrhunderts geschaffen wurden. In der Predella ist ein Ölgemälde mit dem Bildnis Christi zu sehen. Am Kanzelkorb ist eine weibliche Figur mit tränendem Herz angebracht, die auch im Kirchensiegel von Krebes-Kemnitz zu sehen ist, darüber sind die lebensgroßen Personifikationen von Glaube und Hoffnung angeordnet. Seitlich sind korinthische Säulen mit filigranen Anschwüngen angeordnet. Auf dem kräftigen Gebälk sind zwei Putten, im Auszug eine Darstellung der Kreuzigung Christi in reicher vegetabiler Rahmung zu sehen.
Beiderseits des Altars sind Beichtstühle angeordnet, die mit diesem durch blattverzierte Rundbögen, auf denen je ein Putto sitzt, verbunden sind. Die eigenwillig geschwungene Taufe aus Holz stammt ebenfalls aus dem 18. Jahrhundert; demgegenüber ist eine geschnitzte Figurengruppe von Anna selbdritt ein Werk aus dem ersten Viertel des 16. Jahrhunderts.
Die Orgel ist ein Werk von Emil Müller aus dem Jahr 1896 mit zwölf Registern auf zwei Manualen und Pedal.